# Marianne Ihalainen
Marianne Ihalainen (* 22. Februar 1967 in Tampere) ist eine ehemalige finnische Eishockeyspielerin auf der Position der rechten Flügelstürmerin. Mit Ilves Tampere gewann sie insgesamt achtmal die finnische Meisterschaft. Von 2002 bis 2006 war sie Cheftrainerin der Frauenmannschaft von Ilves Tampere sowie des U20-Frauen-Nationalteams und ab 2006 Teammanagerin der finnischen Eishockeynationalmannschaft der Frauen.

## Karriere
Marianne Ihalainen vertrat die finnische Nationalmannschaft bei den Olympischen Winterspielen 1998, fünf Weltmeisterschaften und fünf Europameisterschaften. Dabei gewann sie 1998 die olympische Bronzemedaille sowie Weltmeisterschaftsbronzemedaillen in den Jahren 1990, 1992, 1994, 1997 und 2000. Zudem erreichte sie vier Europameisterschaftstitel – 1989, 1991, 1993 und 1995. Insgesamt absolvierte sie 116 Länderspiele, in denen sie 73 Tore, 64 Torvorlagen und insgesamt 137 Scorerpunkte – bei 30 Strafminuten – sammelte.
Auf Vereinsebene spielte sie zwischen 1982 und 2001 ausschließlich für Ilves Tampere in der Naisten SM-sarja und gewann mit Ilves achtmal die finnische Meisterschaft. Insgesamt absolvierte sie 379 Spiele in der höchsten Spielklasse Finnlands, in denen sie 357 Tore und 307 Assists erzielte. Nach ihrem Karriereende wurde ihre Trikotnummer 16 bei Ilves gesperrt.
2007 wurde sie für ihre Verdienste um das finnische Fraueneishockey als erste Frau mit der Aufnahme in die Finnische Eishockey-Ruhmeshalle geehrt.
2019 wurde ihre Trikotnummer 16 durch den finnischen Eishockeyverband gesperrt.

## Erfolge und Auszeichnungen
- Achtfacher Finnischer Meister mit Ilves Tampere (1985–1988; 1990–1993)
- 2007 Aufnahme in die Finnische Eishockey-Ruhmeshalle (als 187.)

### International
| - 1989 Goldmedaille bei der Europameisterschaft - 1990 Bronzemedaille bei der Weltmeisterschaft - 1991 Goldmedaille bei der Europameisterschaft - 1992 Bronzemedaille bei der Weltmeisterschaft - 1993 Goldmedaille bei der Europameisterschaft - 1994 Bronzemedaille bei der Weltmeisterschaft | - 1995 Goldmedaille bei der Europameisterschaft - 1996 Bronzemedaille bei der Europameisterschaft - 1997 Bronzemedaille bei der Weltmeisterschaft - 1998 Bronzemedaille bei den Olympischen Winterspielen - 2000 Bronzemedaille bei der Weltmeisterschaft |

## Karrierestatistik

### International
(Legende zur Spielerstatistik: Sp oder GP = absolvierte Spiele; T oder G = erzielte Tore; V oder A = erzielte Assists; Pkt oder Pts = erzielte Scorerpunkte; SM oder PIM = erhaltene Strafminuten; +/− = Plus/Minus-Bilanz; PP = erzielte Überzahltore; SH = erzielte Unterzahltore; GW = erzielte Siegtore; 1 Play-downs/Relegation; Kursiv: Statistik nicht vollständig)